# Advanced Air Defence
El Advanced Air Defence (AAD) es un antiproyectil balístico diseñado para interceptar proyectiles balísticos de entrada en la endo-atmósfera en una altitud de 30 km (19 mi). El AAD posee una sola fase de combustible sólido. La dirección es similar al del PAD: tiene un sistema de navegación inercial, actualizaciones desde el radar de  tierra y radar activo  en la fase terminal. Posee una altura de 7.5 m (25 pies) de alto, pesa aproximadamente 1.2 t (1.2 toneladas largas; 1.3 toneladas cortas) y un diámetro de menos de 0.5 m.
El 6 de diciembre de 2007, el AAD interceptó con éxito un misil Prithvi-II modificado que sirvió de objetivo como proyectil balístico enemigo de entrada. La interceptación endo-atmosférica se realizó a una altitud de 15 km (9.3 mi).

### Desarrollos relacionados
- PDV
- PAD

### Sistemas similares
- MIM-104 Patriot
- HQ-9
- M-SAM Cheolmae-2
- / S-300
- S-350
- Eurosam